# التدخل العسكري البريطاني في الحرب الأهلية في سيراليون
تدخلت المملكة المتحدة عسكريًا في سيراليون في مايو 2000 تحت اسم عملية باليسر. وعلى الرغم من نشر أعداد صغيرة من الجنود البريطانيين في وقت سابق، كانت عملية باليسر أول تدخل على نطاق واسع قامت به القوات البريطانية في الحرب الأهلية في سيراليون. في أوائل شهر مايو من العام 2000، زحفت الجبهة الثورية المتحدة، وهي إحدى الأطراف الرئيسية في الحرب الأهلية، إلى فريتاون عاصمة البلاد. مما دفع الحكومة البريطانية بإرسال فريق الاستطلاع والاتصالات التشغيلية للاستعداد لإجلاء المواطنين الأجانب. كما قطعت الجبة الثورية المتحدة في يوم 6 مايو (أيار) الطريق الذي يربط "فريتاون" بالمطار الرئيسي للبلاد في "لونجي"، كما بدأ الجنود البريطانيون في اليوم التالي بتأمين المطار ومناطق أخرى ضرورية لعملية الإخلاء. وتم إجلاء غالبية هؤلاء الذين يرغبون في مغادرة البلاد خلال اليومين الأولين من العملية، ولكن العديد اختاروا البقاء بعد وصول القوات البريطانية.
بعد الانتهاء التام من عملية الإجلاء، أخذ التفويض البريطاني في الاتساع. فقد ساهمت القوات البريطانية في عملية إجلاء قوات حفظ السلام المحاصرة، بما فيهم العديد من المراقبين البريطانيين لعملية وقف إطلاق النار، وبدأت في معاونة بعثة الأمم المتحدة في سيراليون والقوات المسلحة لجمهورية سيراليون. وعلى الرغم من اتساع نطاق البعثة، لم تدخل القوات البريطانية في مواجهة مباشرة مع الجبهة الثورية المتحدة إلا بعد يوم 17 من مايو (أيار). حيث هاجم المتمردون موقعًا بريطانيًا بالقرب من مطار لونجي، ولكنهم أجبروا على الفرار بعد سلسلة من المعارك المسلحة. وفي اليوم نفسه ألقت قوات سيراليون المسلحة القبض على فوداي سنكوح، قائد الجبهة الثورية المتحدة، مما أدى إلى تشتتها. وبعد التأكد من قرار الجبهة الثورية المتحدة بعدم تسليم أسلحتها طوعًا، بدأ البريطانيون في تدريب القوات المسلحة لجمهورية سيراليون لإعدادها للمواجهة. خلال مهمات التدريب وقعت دورية عائدة من زيارة إلى قوات حفظ السلام الأردنية في الأسر على أيدي مجموعة مسلحة تدعى فتيان الجانب الغربي. وأسفرت المفاوضات عن إطلاق سراح خمسة من أصل أحد عشر جنديًا كما أدت إلى العديد من الأزمات في ثلاثة أسابيع. فقامت القوات الخاصة البريطانية بشن عملية تحت اسم باراس وأفرجت عن الستة جنود المتبقية. أعاد نجاح عملية باراس الثقة في نفوس عناصر البعثة البريطانية. حيث رأى أحد الأكاديميين أن فشل تلك العملية كان سيؤدي إلى سحب الحكومة البريطانية لجميع قواتها من سيراليون.
تم الانتهاء من معظم مهام العملية البريطانية بشكل عام قبيل سبتمبر (أيلول) 2000. بدأت الجبهة المتحدة الثورية بتسليم السلاح بعد ضغوط سياسية وعقوبات اقتصادية على جمهورية ليبيريا التي دعمت الجبهة المتحدة الثورية في مقابل ألماس الدماء الذي يتم تهريبه من سيراليون. وفي نهاية المطاف وقعت حكومة سيراليون والجبهة المتحدة الثورية على اتفاق لوقف إطلاق النار مما أجبر الجبهة على الدخول في مراحل عملية نزع السلاح والتسريح وإعادة الإدماج. وبحلول سبتمبر (أيلول) 2001، عندما حلت قوات دولية محل قوات التدريب البريطانية، اقترتب عملية نزع السلاح والتسريح وإعادة الإدماج من الانتهاء. واستمر تواجد القوات البريطانية في سيراليون متمثلا في الإسهام بأكبر إمداد لقوات التدريب الدولية بالأفراد وتقديم المشورة بشأن إعادة هيكلة القوات المسلحة في سيراليون. تم إنزال قوة صغيرة بالمنطقة في عام 2003 لضمان الاستقرار في حين أصدرت المحكمة الخاصة بسيراليون عدة لوائح اتهام واعتقال. أكد نجاح العمليات البريطانية في سيراليون على عدة مبادئ، من ضمنها الإبقاء على قوات عالية الجاهزية. كما كان رئيس الوزراء البريطاني، توني بلير، حريصًا على رؤية التدخلات الغربية في نزاعات أخرى ودعم إنشاء العديد من المجموعات القتالية للاتحاد الأوروبي لذلك الغرض إلى جانب فرنسا. وبعد ما وقع من مستجدات، منعت المعارضة السياسية والالتزامات البريطانية فيما بعد في أفغانستان والعراق المزيد من العمليات البريطانية في أفريقيا.

## خلفية

### سيراليون

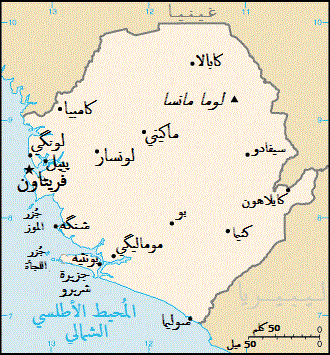
خريطة لسيراليون تظهر فيها العاصمة فريتاون ومطار لونجي وعدة مواقع أخرى للعمليات البريطانية

سيراليون هي دولة تقع في غرب أفريقيا وقريبة من خط الإستواء وتبلغ مساحتها 71,740 كيلومتر مربع، وهي مساحة مساوية لولاية كارولينا الجنوبية أو اسكتلندا. كما تشترك في الحدود البرية مع غينيا وليبريا ويحدها من الغرب المحيط الأطلسي. أصبحت سيراليون مستعمرة بريطانية في عام 1808، إلا أن النفوذ البريطاني بدأ في الظهور في أواخر القرن الثامن عشر عندما بدأ العبيد المملوكين سابقًا للبريطانيين في الاستقرار في المنطقة التي أصبحت تعرف فيما بعد باسم فريتاون، وهي العاصمة الحالية. تقع فريتاون في شبه جزيرة ويفصل بينها وبين مطار البلاد الرئيسي لونجي مصب نهر سيراليون الذي يصل اتساعه إلى عدة أميال. مُنحت سيراليون الاستقلال عن المملكة المتحدة في عام 1961، وتم تكليف السير ميلتون مارغاي بأول رئاسة للوزراء. إلا أن أخاه ألبرت قد حل محله في عام 1962، الذي فاز عليه سياكا ستيفنز في الانتخابات العامة عام 1967. وفي خلال ساعات عُزل القائد العام للجيش ستيفنز من منصبه، ولكنه أعيد لمنصبه في وقت لاحق بعد أن تمت الإطاحة بالقائد العام للجيش. أصبحت سيراليون جمهورية في عام 1971، وتم تنصيب ستيفنز كأول رئيس لها.
في عام 1978 أصبحت سيراليون رسميًا دولة الحزب الواحد، وأصبح حزب المؤتمر الشعبي العام هو الحزب السياسي القانوني الوحيد. تنحى ستيفنز من منصبه عام 1985 وعين جوزيف موموه رئيسًا من بعده. كان موموه متهمًا بفساد حكمه وسوء استخدامه للسلطة، فتمت إعادة تشكيل الجبهة الثورية المتحدة في ذلك العقد بهدف الإطاحة بحكمه. وبتمويل من ليبيريا، بدأت الجبهة الثورية المتحدة بالهجوم على المستوطنات على طول الحدود في عام 1991 وسرعان ما سيطرت على مناجم الألماس التي هربوها إلى ليبيريا للإتجار بها لشراء الأسلحة. شهدت السنوات التالية سلسلة من الانقلابات والتدخلات التي قامت بها الشركات العسكرية الخاصة، ونيجيريا، والمجموعة الاقتصادية لدول غرب إفريقيا، والأمم المتحدة، بينما دمرت حرب أهلية دامية البلاد.
وفي يوليو (تموز) 1999، تم التوقيع على إتفاقية لومي للسلام. ومن ضمن الشروط الأخرى، تنص الإتفاقة على وقف فوري لإطلاق النار بين الأطراف الرئيسية في الحرب الأهلية ونزع السلاح من القوات المسلحة لجمهورية سيراليون والجبهة الثورية المتحدة. كما مُنحت الجبهة الثورية المتحدة مكانة كحزب سياسي شرعي ودور في حكومة سيراليون وأربعة مقاعد من اثنين وعشرين مقعدًا في مجلس الوزراء. كما تولى فوداي سنكوح، قائد الجبهة الثورية المتحدة، مسؤولية مناجم الألماس، المنصب الذي انتقده الكثير من المراقبين ووسائل الإعلام الدولية إذا ما تم الأخذ في الاعتبار تاريخ الجبهة الثورية المتحدة في تهريب الألماس. ومع ذلك فقد اقترح بيتر هين، وزير الدولة لشؤون أفريقيا، أن الحكومة البريطانية ليس لديها أي خيار إلا أن تؤيد إتفاقية لومي التي تمنح الجبهة الثورية المتحدة السيطرة وأن البديل الوحيد هو حرب أهلية مستمرة. تم استبعاد خيار التدخل العسكري البريطاني في عام 1999 حيث إن الحكومة البريطانية لم تتلق أي طلب لمساعدة عسكرية، كما أنها شعرت أن التدخل العسكري من جانبها فقط لن يحظ بتأييد المجتمع الدولي. ويعتبر أيضًا أن أي تدخل سيكون غير عملي سياسيًا وعسكريًا عند الأخذ في الاعتبار مشاركة الجيش البريطاني في عمليات حلف الناتو في يوغوسلافيا.

### توني بلير والقوات المسلحة البريطانية
كان التدخل في سيراليون العملية الاستكشافية الرابعة وثاني أكبر إنزال للجنود تقوم به القوات المسلحة البريطانية تحت قيادة توني بيلر الذي تم انتخابه رئيسًا للوزراء عام 1997. كانت أول عمليتان عسكريتان محدودتين نسبيًا وهما سلسلة من الغارات الجوية على العراق في عام 1998 تحت اسم ثعلب الصحراء، وإنزال مجموعة من الـ«جورخا»، وهي قوات خاصة تابعة لعمليات حفظ السلام في تيمور الشرقية في عام 1999. وكانت العملية الثالثة في إقليم كوسوفو، وهي أولى وكبرى العمليات تحت قيادة بلير، حيث قادت القوات البريطانية تدخلا عسكريًا قام به حلف الناتو في حرب كوسوفو.
خلال العمليات البريطانية في كوسوفو، ألقى توني بلير خطابًا في شيكاغو حيث وضع الخطوط العريضة لما أسماه «عقيدة المجتمع الدولي». ودافع بلير عن اللجوء إلى التدخل لأغراض إنسانية، وهو استخدام القوة المسلحة لحماية السكان المدنيين بدلا من حماية المصالح الوطنية. ولم تنقص كوسوفو من شأن ما آمن به بلير باستخدام القوة العسكرية لأغراض إنسانية «حيث يمكن صُنع قضية أخلاقية قوية»، كما سرد مجموعة من المعايير للتدخل. وقال أندرو م. دورمان من كلية كينجز لندن عن [خطاب شيكاغو] أن التدخل العسكري في سيراليون «يبدو مجسدًا لكثير من المعتقدات الأخلاقية التي تضمنها».

## عمليات سابقة للقوات البريطانية
كان التدخل البريطاني في مايو (أيار) هو أكبر نشر للقوات البريطانية في سيراليون خلال الحرب الأهلية بها، ولكنها لم تكن المرة الأولى التي يخدم فيها الجنود البريطانيون هناك. ففي مايو (أيار) 1997، تم تكليف فريق تدريب من رجلين من الجيش البريطاني لتدريب ضباط القوات المسلحة لجمهورية سيراليون، ولكن فريق التدريب اكتشف أن مستوى القوات المسلحة لجمهورية سيراليون أقل بكثير مما كان قد أبُلغ به. وتمت الإطاحة بالحكومة قبل أن يجرى أي تدريب. وبعد أن قامت مجموعة المراقبة بالمجموعة الاقتصادية لدول غرب إفريقيا بإعادة الحكومة المنتخبة في فبراير (شباط) 1998، أبحرت الفرقاطة إتش إم إس كورنوول إلى فريتاون تحمل المؤن الغذائية والطبية. كما ساهم طاقمها في إصلاحات البنية التحتية واستخدمت مروحيتها لنقل الأفراد والإمدادات حول سيراليون حتى غادرت الفرقاطة في منتصف إبريل (نيسان). وبعد تدهور الحالة الأمنية فيما بعد في سيراليون، أجرى سلاح الجو الملكي عملية إجلاء غير قتالية تحت اسم عملية سبارتك خلال فترة عيد الميلاد عام 1998. تم إجلاء ما يقرب من 80 فرد خلال يومين أغلبهم مواطنين بريطانيين وكثير منهم من الموظفين أو المعالين من المفوضية العليا البريطانية.
في يناير (كانون الثاني) عام 1999، هاجمت الجبهة المتحدة الثورية العاصمة فريتاون. ولكن تمكنت مجموعة المراقبة بالمجموعة الاقتصادية لدول غرب إفريقيا من صد هجومهم وإجبارهم على التراجع إلى الأطراف الشرقية للمدينة، وبعدها تم إرسال السفينة إتش إم إس كورنوول لتقديم المساعدة. وعند وصول السفينة تم تأسيس فريق من إدارة التنمية الدولية على متن السفينة لمساعدة الطاقم في عمله. وعلي متن السفينة نفسها أقام المندوب السامي البريطاني "بيتر بنفولد" مؤقتًا، الذي تم إجلاؤه إلى غينيا، قبل أن يصبح الوضع آمنًا ويسمح له بالعودة إلى مسكنه في فريتاون. طار بنفولد إلى شاطئ البلاد على متن مروحية السفينة نورفولك لحضور الاجتماعات اليومية مع سرية من مشاة البحرية الملكية لضمان سلامته. تم إحلال السفينة نورفولك بأخرى وهي السفينة إتش إم إس وستمنستر وبعدها انتقل بنفولد إلى مسكنه مرة أخرى وتولت مشاة البحرية الملكية تأمين المبنى مؤقتًا.
توقف القتال بين الأطراف في النهاية بعد إتفاقية لومي للسلام، التي تم التوقيع عليها في يوليو (تموز) 1999. كما تم إحلال بعثة مراقبي الأمم المتحدة في سيراليون ببعثة الأمم المتحدة في سيراليون التي ضمت قوة من 260 مراقبًا عسكريًا. كان المراقبون غير مسلحين واُسندت لهم مهام مراقبة وقف إطلاق النار الذي فرضته إتفاقية لومي للسلام. وكانت قوات المراقبة، مثل بعثة الأمم المتحدة في سيراليون نفسها، تتكون بشكل أساسي من أفراد من دول أفريقية أخرى، ولكن المملكة المتحدة ساهمت بعدد قليل من الضباط من الجيش البريطاني ومشاة البحرية الملكية. إلى جانب المراقبين في سيراليون، كان أفراد من الفريق الملكي اللوجستي يؤدون الخدمة في نيويورك ليساعدوا بعثة الأمم المتحدة في سيراليون في تنظيم عمليات النقل الجوي للوصول بالبعثة إلى المستوى المُصرح به.

## الاستعدادات للتدخل

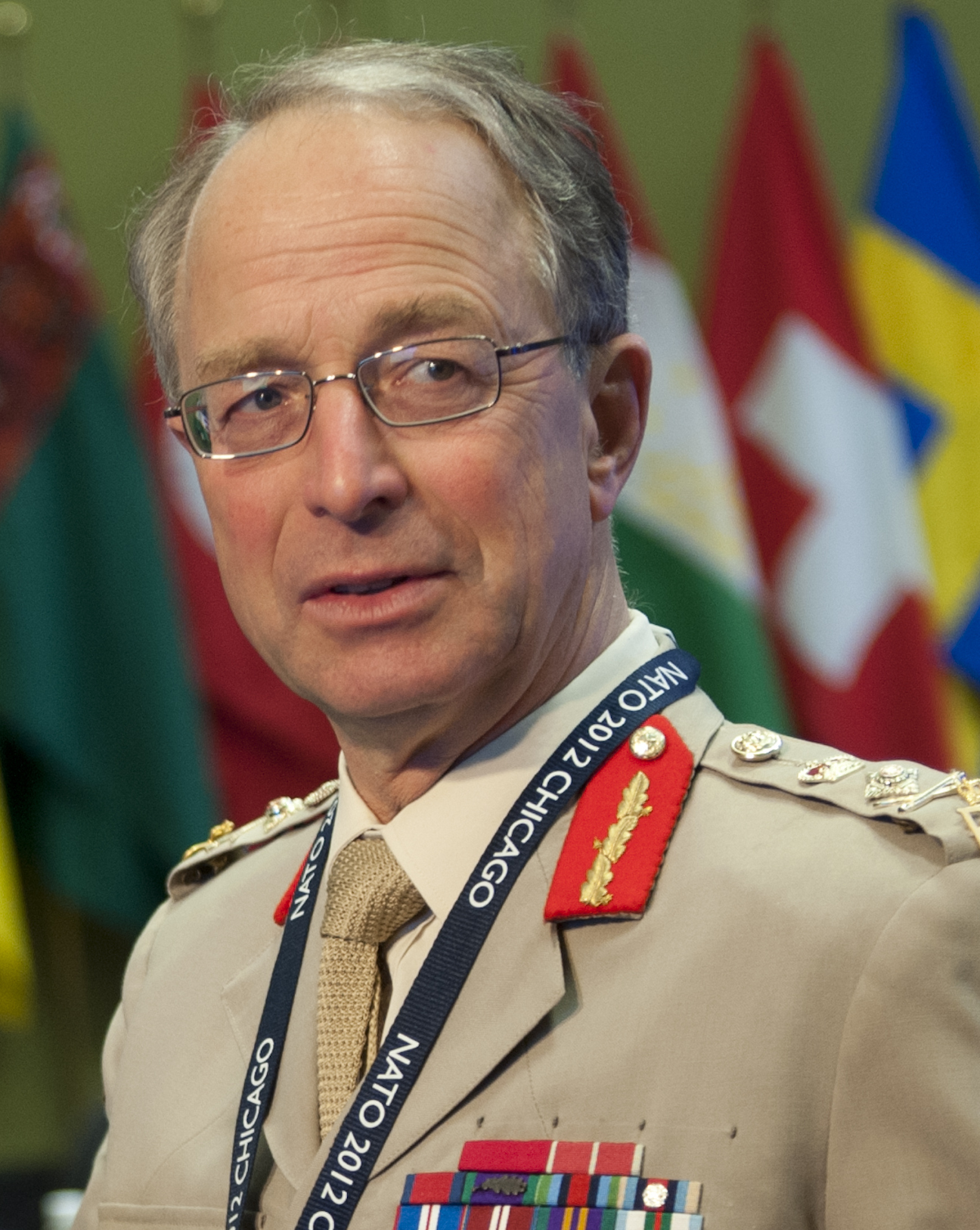
تولى الفريق سير ديفيد ريتشاردز (لواء حينئذ) قيادة العمليات العسكرية البريطانية في سيراليون

وفقًا لإتفاقية لومي للسلام، قامت بعثة الأمم المتحدة في سيراليون بإنشاء مخيمات لنزع السلاح في سيراليون بهدف نزع السلاح من جيش دولة سيراليون والجبهة المتحدة الثورية والجماعات المسلحة في البلاد. فبدأ جيش دولة سيراليون وبعض الجماعات المسلحة في دخول المخيمات وتسليم أسلحتهم ولكن الجبهة المتحدة الثورية لم تقم بذلك. وفي إبريل (نيسان) 2000 دخل عشرة من أعضاء الجبهة المتحدة الثورية إلى مخيمات بعثة الأمم المتحدة في سيراليون دون عِلم قيادة الجبهة المتحدة الثورية. وبعد أن حددت الجبهة الثورية المتحدة موقعهم طالبت بعودتهم. إلا أن المراقبين العسكريين رفضوا طلبهم، فردت الجبهة الثورية المتحدة مهددة بمحاصرة مخيماتهم ومهاجمة قواعد بعثة الأمم المتحدة في المنطقة. كما أسرت أعدادًا كبيرة من أفراد الأمم المتحدة وبدأت في التوغل في مناطق كانت تحت سيطرة الحكومة من قبل. وفي 3 مايو (أيار) استولت الجبهة المتحدة الثورية على مدينة كامبيا. وبحسب تقدير الدبلوماسيين الأجانب، فإن الجبهة المتحدة الثورية كانت ستصل إلى العاصمة فريتاون خلال إسبوع؛ حيث أن جيش سيراليون قد انحصر في ثكناته وسلّم معظم أسلحته وفقًا لإتفاقية لومي للسلام. أصدرت الأمم المتحدة بيانًا تدين فيه العنف، وبعده أخبر الأمين العام لأمم المتحدة كوفي أنان المندوب البريطاني لدى الأمم المتحدة أنه يتوقع تدخلا عسكريًا مباشرًا من المملكة المتحدة في سيراليون، بدلا من الاعتماد على المجتمع الدولي، بصفتها القوة الاستعمارية السابقة فيها.
في 5 مايو (أيار) واصلت الحكومة البريطانية تصريحاتها بأنها ستوفر فقط الدعم اللوجستي والتقني لبعثة الأمم المتحدة في سيراليون، ولكنها كانت تجهز سرًا وتدرس اختياراتها للتدخل العسكري. كما أن المملكة المتحدة لديها نفوذًا سياسيًا كبيرًا في سيراليون أكثر من أي دولة إفريقية أخرى. ومع تدهور استقرار البلاد، كان من غير المرغوب فيه إهدار كل ذلك المجهود. علاوة على ذلك، ما يقدر بألف فرد مؤهل موجود في سيراليون وتخشى الحكومة على سلامتهم. وتوقع الأكاديميين منذ ذلك الحين أن مصداقية بعثة الأمم المتحدة في سيراليون وعمليات حفظ السلام المستقبلية ستكون على المحك إذا ما تم السماح لبعثة سيراليون بالفشل. لم يتم نشر القوات البريطانية على نطاق واسع عام 2000 كما هو الحال لاحقًا في نفس العقد. كان للجيش البريطاني لواءين يخدمان مع حلف الناتو في البلقان، ووزارة الدفاع لديها التزامات مستمرة في قبرص وجزر فوكلاند ومناطق أخرى. ولكن القوات المسلحة، وخاصة تلك المهددة بخفض الامدادات لعجز ميزانية وزارة الدفاع، كانت حريصة على المشاركة في العمليات هناك. وبالتالي نصح كبار القادة الحكومة بأن القيام بعملية في سيراليون كان ممكنًا. وعلى مدار الأيام التالية كان هناك جدالاً داخل الحكومة البريطانية حول جدوى وهدف إرسال قوات إلى سيراليون. تبنت وزارة الخارجية البريطانية تدخلا واسع النطاق لمساعدة بعثة الأمم المتحدة في سيراليون، بحجة أن عمليات الإخلاء السلمي ستكون غير كافية وستضعف من سيطرة الأمم المتحدة. إلا أن وزارة الدفاع البريطانية اعتقدت أن القوات المسلحة لن تكون قادرة على الحفاظ على نطاق أكبر العملية.

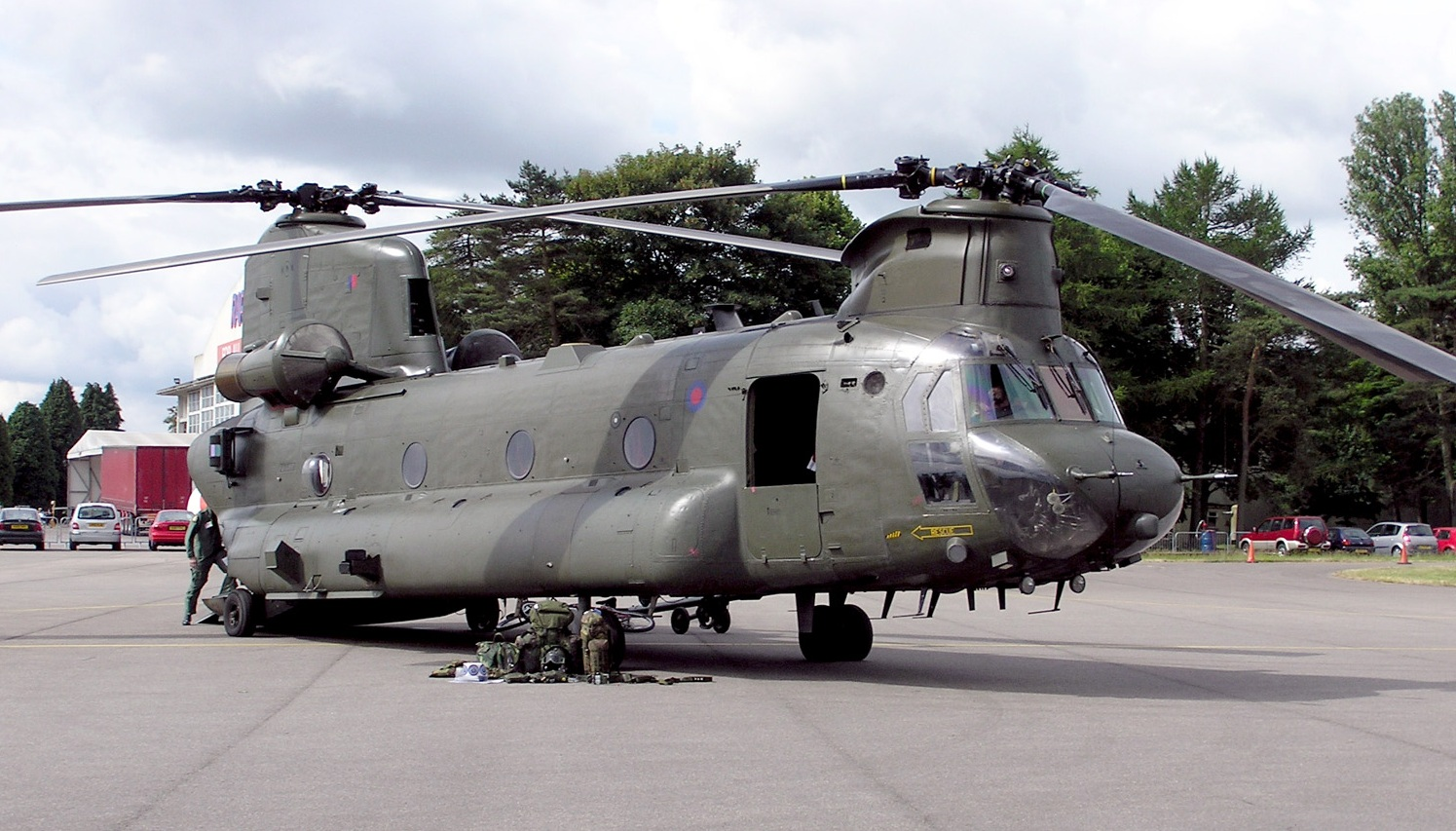
مروحية بسلاح الجو الملكي من طراز CH-47 شينوك. وكانت طائرات شينوك هي نوع الطائرات الرئيسي المُستخدم في عملية الإخلاء ودعمت العمليات البريطانية في وقت لاحق سيراليون، ولكن كانت من العسير على سلاح الجو الملكي أن ينقلها سليمة، لذا كان على اثنين منهم الطيران إلى فريتاون من المملكة المتحدة.

انعقدت لجنة الطوارئ في الحكومة البريطانية وطرحت ثلاثة حلول للإخلاء للأفراد المستحقين: إرسال طائرات ورجال من القوات الخاصة للقيام بالإخلاء عبر مطار لونجي، أو إرسال قوات مسلحة برية عادية للقيام بنفس المهمة، أو تغيير مسار مجموعة الاستعداد البرمائية. استنتجت لجنة الطوارئ بالحكومة البريطانية أنها تنقصها المعلومات الكافية لترشيح أحد الحلول الثلاثة وووجهت تعليماتها لوزارة الدفاع للاستمرار في تطوير الحلول، بينما أوصت هي أيضًا بإرسال فريق الاستطلاع والاتصالات التشغيلية إلى سيراليون لتقييم الأوضاع في سيراليون والإفادة بشأن مدى فعالية الجيش. وافق رئيس الوزراء توني بلير على إرسال فريق الاستطلاع والاتصالات التشغيلية والذي يقوده العميد ديفيد ريتشاردز، رئيس عمليات القوة المشتركة. كان ريتشاردز قد سبق وزار سيراليون مرتين خلال الحرب الأهلية؛ كانت أول مرة على متن السفينة إتش إم إس نورفولك في أوائل 1999 والثانية في أوائل 2000 وكان أيضًا على دراية بالقيادة السياسية بالبلاد. فانفصل هو وفريقه عن فرقة نورثولت بسلاح الجو الملكي وبعد ثماني ساعات رافقتهم قوة حماية لصيقة ووصلوا إلى فريتاون في الساعات الأولى من يوم 6 مايو (أيار). أسس فريق الاستطلاع والاتصالات التشغيلية قواعده في المفوضية العليا البريطانية في فريتاون حيث تُقام اجتماعات تنسيقية سياسة عسكرية يومية خلال العمليات.
رُفعت درجة الاستعداد للعديد من فرق الجيش في 5 من مايو (أيار). وصدرت الأوامر لقطعتين بحريتين من البحرية الملكية البريطانية بالإبحار إلى المنطقة وهما: حاملة الطائرات إتش إم إس إلاستريوس والفرقاطة إتش إم إس أرجيل، كما تم إصدار الأوامر نفسها لمجموعة الاستعداد البرمائية (التي تدربت في جنوبي فرنسا). كما تم إصدار الأوامر أيضًا لسرب القوات الخاصة تحت الاستعداد والكتيبة الأولى من فوج المظلات للاستعداد للقيام بعملية محتملة في سيراليون. وأُعفيت العديد من طائرات النقل في سلاح الجو الملكي من مهامها وصدرت لهم الأوامر للاستعداد لنقل القوات الخاصة و\أو الكتيبة الأولى من فوج المظلات إلى مطار لونجي. وفي الوقت نفسه صدرت أوامر إلى أربع مروحيات من طراز سي أتش-47 شينوك بالهبوط في سيراليون: اثنان من البلقان واثنان من قواعد في المملكة المتحدة. كان سلاح الجو الملكي يفتقر إلى طائرات كبيرة بما يكفي لتتسع لحمل مروحيات شينوك، لذلك كان على طاقم المروحيات أن يطير بنفسه إلى فريتاون. وكانت مسافة الثلاثة آلاف ميل التي قطعتها المروحيتين من قاعدتهما بالمملكة المتحدة هي أطول مسافة هبوط ذاتي للمروحيات في تاريخ بريطانيا.

## عملية باليسر
في يوم 6 مايو (أيار)، قطعت الجبهة الثورية المتحدة الطريق الرابط بين فريتاون ومطار لونجي، الأمر الذي دفع أفراد بعثة الأمم المتحدة في سيراليون إلى الإخلاء والفرار إلى فندق مامي يوكو للاستعداد للانسحاب الكامل من سيراليون في حالة استمرار توغل الجبهة الثورية المتحدة إلى فريتاون. وردًا على تردي الأوضاع طلب العميد ريتشاردز أن تُرسل القوات البريطانية إلى داكار بالسنغال لتقليل الوقت المطلوب للقيام بعملية في سيراليون. كما تكلم ريتشاردز مع قيادة والكتيبة الأولى من فوج المظلات لتزويدهم بهذه المستجدات في الأوضاع. وبعد ذلك الحوار، تحركت الكتيبة الأولى إلى مركز التحركات الجوية في جنوب سيرني بغلوسترشاير (جنبًا إلى جنب مع فرقة د من الكتيبة الثانية التي حلت محل فرقة أ، التي كانت تحت التدريب في جامايكا، ومعها العديد من المعدات الملحقة بها بما فيها المدفعية). وفي اليوم التالي تم تعيين ريتشاردز قائدًا للقوات المشتركة وأصبح فريق الاستطلاع والاتصالات التشغيلية هو مقر القيادة المباشر لعمليات الإنزال البريطانية. وفي الوقت نفسه، تم تفويض سلطة إطلاق عملية إخلاء إلى ريتشاردز والمندوب السامي البريطاني ألان جونز.
ومع التقدم السريع للجبهة الثورية المتحدة نحو فريتاون واستيلائهم على معظم المناطق الداخلية في سيراليون، كانت الوسيلة الوحيدة للإخلاء السريع للأفراد المؤهلين أو لإمداد بعثة الأمم المتحدة في سيراليون هي جوًا عبر مطار لونجي. وبالتالي، تم نقل الكتيبة الأولى من فوج المظلات ومعها التعزيزات إلى داكار في يوم 7 مايو (أيار) حيث كانت الفرقة د وسرب القوات الخاصة على الفور يصعدون على متن طائرات سي-130 هيركوليز التابعة لسلاح الجو الملكي وكانت أوامرهم هي تأمين المطار. ووصلوا إلى لونجي قبل غروب الشمس وفي صباح اليوم التالي شاركتهم العناصر المتبقية من الكتيبة الأولى من فوج المظلات. تمكن الجنود من الانتشار السريع وبأقل المعدات، مع العلم أنهم على دراية بأن ليس عليهم الانتظار طويلاُ لوصول تعزيزات وإمدادات مجموعة الاستعداد البرمائية عند الحاجة إليها. وعلى الفور بدأ الجنود في تأمين المناطق الحيوية للإخلاء بما فيها فندق مامي يوكو الذي، أصبح مركز الإخلاء، ومطار لونجي. طلب جونز أن يبدأ ريتشاردز بعملية الإخلاء بعد ظهر يوم 8 من مايو (أيار)، تحت اسم عملية باليسر، وهو الأمر الذي بدأ فيه ريتشاردز على الفور. تم إرشاد الأفراد المؤهلين للإخلاء بأن يتجمعوا في فندق مامي يوكو. ومن ذلك المكان سيتم نقلهم بمروحيات شينوك إلى المطار ثم إلى داكار.
على مدار إسبوع قامت القوات البريطانية بإخلاء ما يقرب من 500 فرد من المؤهلين للإخلاء من سيراليون وحوالي 300 منهم غادروا في أول يومين من العملية. ساعد وصول الجنود البريطانيين علي رفع الروح المعنوية في البلاد واختار العديد من المواطنين الأجانب البقاء. أخذت العملية في التقدم البطيء بعد أول يومين، إلا أن الأفراد والطائرات كانت على استعداد لإخلاء أي فرد لم يتمكن من الوصول إلى فريتاون من قبل أو لإخلاء المندوب السامي البريطاني إذا تدهورت الأوضاع الأمنية.

## اتساع المهمة
وفي وستمنستر عانت الثلاث وزارات في الحكومة البريطانية المسؤولة عن دور بريطانيا في سيراليون وهي وزارة الدفاع ووزارة الخارجية البريطانية وإدارة التنمية الدولية للاتفاق على أهداف التدخل العسكري فيما بعد عملية الإخلاء، الأمر الذي أدى إلى تأخر في إصدار الأوامر. لم يتلق ريتشاردز تعليمات دقيقة إلا بعد بدء عملية باليسر كما لم تصدُر قواعد الاشتباك قبل بدء العملية. لذا فقد رجع القادة إلى قواعد الاشتباك الافتراضية المستخدمة في شمالي أيرلندا وهي آخر خبرة في مجال الاشتباك بالنسبة لهم.
بعد أن تمت عملية الإخلاء بشكل كبير، تحول اهتمام الحكومة البريطانية إلى مراقبي الأمم المتحدة العسكريين البريطانيين الأربعة المحتجزين لدى الجبهة الثورية المتحدة. سهلت القوات البريطانية في فريتاون عملية هروب الأربعة مراقبين العسكريين (ثلاثة بريطانيين وواحد من نيوزيلندا) من مخيم تابع لبعثة الأمم المتحدة في سيراليون في ماكيني الذي حاصرته الجبهة الثورية المتحدة منذ أن وافق عشرة مقاتلين من الجبهة الثورية المتحدة على عملية تسليم الأسلحة. وبعد التشاور مع القيادة البريطانية في فريتاون، غادر الأربعة جنود المخيم وعبروا متخفيين خطوط الجبهة الثورية المتحدة قبل أن يتجهوا غربًا. ووصلوا إلى قاعدة الأمم المتحدة عند الميل 91 بعد حوالي 24 ساعة، فأقلتهم مروحية شينوك تابعة لسلاح الجو الملكي متجهة إلى فريتاون. لم يعد هناك أي مراقب عسكري غير مسلح يجب حمايته، فقد قاتل الملحق الكيني ببعثة الأمم المتحدة في سيراليون لفك الحصار المفروض عليهم وتوجهوا غربًا لينضموا إلى القوات الأخرى ببعثة الأمم المتحدة في سيراليون. بعد تحرير الثلاثة جنود البريطانيين من ماكيني، تبقى مراقب عسكري واحد بالأمم المتحدة، وهو الرائد آندي هاريسون، أسيرًا لدى الجبهة الثورية المتحدة، فبدأت الحكومة البريطانية بمحاولات حذرة في تحديد موقعه. تم أسر هاريسون ومعه عشرة آخرون في البداية على يد الجبهة الثورية المتحدة في القاعدة الأخيرة حتى أقنع هاريسون الجبهة الثورية المتحدة أن تسمح للمراقبين أن ينضموا إلى وحدة بعثة الأمم المتحدة في كايلهون.
إضافة إلى مراقبي الأمم المتحدة العسكريين المفقودين، فقد واجهت الحكومة البريطانية مشكلات سياسية ودبلوماسية. إن نشر القوات البريطانية إلى سيراليون رفع الروح المعنوية وأوقفت تقدم الجبهة المتحدة الثورية نحو فريتاون، وكانت هناك مخاوف من أن العنف سوف يستأنف مرة أخرى بعد مغادرة البريطانيين. وكانت نتيجة أخرى للعملية البريطانية أنها همشت من دور بعثة الأمم المتحدة بشكل فعال. الأمم المتحدة والعديد من الدول المساهمة في البعثة تطبيق الضغط على الحكومة البريطانية لدمج قواتها في البعثة، ولكنها تفتقر وزارة الدفاع الإيمان في اختصاص مقر البعثة وكانت غير راغبة في وضع قواتها تحت قيادة البعثة. كانت وزارة الدفاع أيضا مترددة في نشر قوة بحجم لواء اللازمة لتولي قيادة البعثة، نظرا للالتزامات القوات المسلحة في أي مكان آخر، وبالتالي ظلت القوات البريطانية في سيراليون خارج البعثة. وكانت الحكومة البريطانية مترددة أيضا في أن تُلزم القوات البريطانية تحت قيادة عملية حفظ السلام مفتوحة، لا سيما في ضوء المعارضة في مجلس العموم، ولاسيما من حزب المحافظين المعارض لنشر الجنود من البداية في سيراليون، إلى جانب اتهامات من وسائل الإعلام البريطانية بـ «زحف المهمة». وعلى النقيض من ذلك، كانت العملية تلقى استقبالا وترحيبًا على الساحة الدولية، كما وافق عليها مجلس الأمن الدولي.
وفي 12 من مايو (أيار) أخبرت وزيرة الدولة بوزارة الدفاع، البارونة إليزابيث سيمونز، مجلس اللوردات أن القوات البريطانية ستبقى في سيراليون وذلك أساسا لضمان أمن مطار لونجي في حين تأتي البعثة بالتعزيزات. كما بقى الجنود في نقطة الإخلاء في فريتاون لضمان الأمن بها، بينما يقوم مجموعات أخرى من الجنود بدوريات في شوارع فريتاون في محاولة منهم لطمأنة المقيمين بها. وصلت حاملة الطائرات إتش إم إس إلاستريوس مع جميع أطقمها الجوية إلى جانب مجموعة الاستعداد البرمائية في يوم 14 من مايو (أيار) ناقلين معهم عدد من أفراد الجيش البريطاني في منطقة العمليات ووصل عددهم نحو 4500 جندي تقريبًا. بدأت مقاتلات من طراز هاريير في الإقلاع من على متن حاملة الطائرات إتش إم إس إلاستريوس للقيام بدوريات تأمينية جوية في سماء فريتاون ولتغطية مجموعة الاستعداد البرمائية المزودين بالسلاح البريطاني وإمدادات المدفعية وخاصة في لونجي. قسّمت القوات البريطانية مجهوداتها في الميدان على ثلاثة خطوط للعمليات: دعم بعثة الأمم المتحدة في سيراليون، ودعم القوات المسلحة لسيراليون، والاستعداد لتوفير المساعدات الإنسانية إذا وجب الأمر،  بالرغم من أن التفويض البريطاني الموسّع أصبح سياسة حكومية رسمية بعد عدة أيام. خلال الأسبوع التالي بدأت الجبهة الثورية المتحدة في إعادة التعبئة شمال البلاد. فخشيت الأمم المتحدة وحكومة سيراليون أن تفشل قوات بعثة الأمم المتحدة في سيراليون المتمركزة بين الجبهة الثورية المتحدة وفريتاون في صد أي هجوم من الجبهة الثورية المتحدة. لذا قامت مروحيات شينوك بسلاح الجو الملكي ـ المكلفة بالقيام بعمليات الإخلاء ـ بنقل الإمدادات من لونجي في طريق وصولهم. وفي تلك الأثناء شكّل الرئيس أحمد تيجان كباح تحالفًا من ميليشيات (تضم من يطلقون على أنفسهم اسم قوات الدفاع المدني وفتيان الجانب الغربي) وبقية القوات المسلحة لسيراليون بلغ مجموعها حوالي 6000 فردٍ لمعاونة بعثة الأمم المتحدة في سيراليون للتصدي لأي تقدم من الجبهة الثورية المتحدة. كما قام البريطانيون أيضًا بمهمات الاستطلاع لصالح بعثة الأمم المتحدة في سيراليون مستخدمة في ذلك الإشارات الأرضية وأفراد المخابرات والقوات الخاصة إلى جانب طلعات جوية قامت بها طائرات هارير جامب جيت وهوكر سايدلي نمرود آر-1.

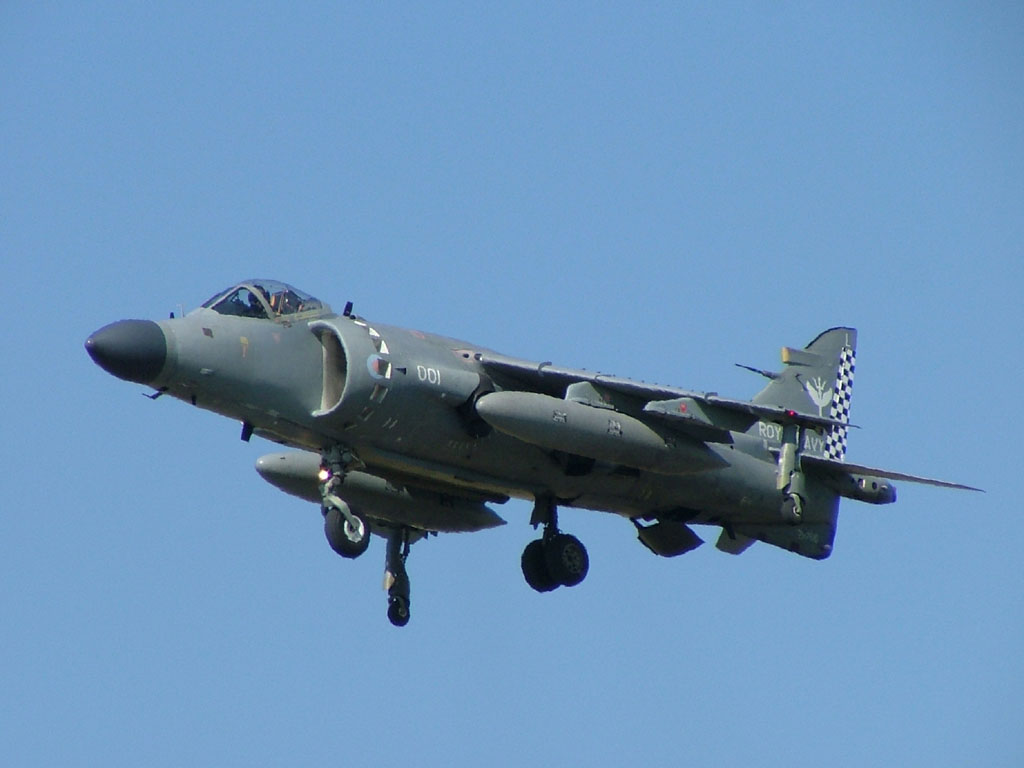
طائرة هارير جامب جيت؛ كانت طائرات هارير تستخدم للاستطلاع والتأمين خلال التدخل العسكري البريطاني

استمرت الجبهة الثورية المتحدة في التقدم مما أدي إلى مواجهات متفرقة مع بعثة الأمم المتحدة في سيراليون وحكومة سيراليون، إلى أن التقت في مواجهة مباشرة مع القوات البريطانية في 17 مايو (أيار). تمركزت فصيلة باثفايندر (من اللواء 16 هجوم جوي) في قرية لونجي لول التي تبعد مسافة 12 ميلًا (19 كم) شمال فريتاون بالقرب من مطار لونجي، وبعد فترة قصيرة واجهتها مجموعة من الجبهة الثورية المتحدة. استمرت تلك السلسلة من الهجمات لعدة ساعات مسفرة عن انسحاب الجبهة الثورية المتحدة ومقتل 30 منهم. ووفقا لما قاله ريتشاردز، فإن التفوق البريطاني في مواجهاتها ظهركانتصار نفسي «هائل» ورادع للمزيد من الهجمات. وفي وقت لاحق نفس اليوم ألقت القوات الموالية للرئيس كباح القبض على فوداي سنكوح قائد الجبهة الثورية المتحدة وتم تسليمه لشرطة سيراليون. ولكن كان يجب نقله بمروحية شينوك تابعة لسلاح الجو الملكي بعد أن تجمع حشد معادٍ خارج المبنى المحتجز بداخله. أدى القبض على سنكوح إلى حدوث فراغ في السلطة لرئاسة الجبهة الثورية المتحدة كما سنحت الفرصة لوزارة الدفاع البريطانية لنشر المزيد من القوات في سيراليون بعد نشوب صراعات داخلية لاحقة في الجبهة الثورية المتحدة. تم إصدار الأوامر للكتيبة الأولى من فوج المظلات بالعودة إلى المملكة المتحدة لاستئناف دورها كرأس حربة لتكون كتيبة على أهبة الاستعداد لتشكل قاعدة لأي عملية إنزال طارئ، بينما تقوم فرقة الكوماندوز 42 من المارينز الملكية بالانتشار بحرًا لتحل محل العساكر الموجودة.
وفي 23 من مايو (أيار) ومن داخل وايت هول، وضعت الحكومة البريطانية أهدافها طويلة الأجل للتدخل العسكري في سيراليون. وكانت هذه الأهداف هي: إحلال السلام والأمن المستدامين في سيراليون، دعم عمليات بعثة الأمم المتحدة في سيراليون، منع أي كارثة إنسانية أخرى في فريتاون، معاينة الإفراج عن موظفي الأمم المتحدة المأسورين، وفي النهاية تجنب سقوط أي ضحايا من البريطانيين وإيجاد إستراتيجية للخروج وتجنب «زحف المهمة» دون إضعاف بعثة الأمم المتحدة في سيراليون أو حكومة سيراليون.

## عملية خوكري
كانت الحكومة البريطانية حريصة حرصًا خاصًا على سلامة عملية الإفراج عن الرائد آندي هاريسون، وهو آخر مراقب عسكري لدى الأمم المتحدة محتجز لدى الجبهة الثورية المتحدة. وكانت فصيلة من الجيش الهندي مكلفة بحماية وحدة هاريسون من المراقبين العسكريين لدى الأمم المتحدة. ووقع فوج الجوركا من الجيش الهندي ـ المُلحق ببعثة الأمم المتحدة في سيراليون ـ تحت حصار الجبهة الثورية المتحدة أثناء تواجدهم في قاعدتهم بكايلاهون. وضع القادة البريطانيين والهنود في سيراليون خطة لإخراج مراقبي الأمم المتحدة العسكريين. وظلت القوات الخاصة البريطانية في البلاد مستعدةً لتنفيذ تلك الخطة. إلا أن القيادة البريطانية والهندية خشيت أن تنتقم الجبهة الثورية المتحدة من بقية قوات بعثة الأمم المتحدة في سيراليون الواقعة تحت حصارها إذا ما تم فك أسر المراقبين العسكريين لدى الأمم المتحدة. لذا تم السماح للواء فيجاي كومار جيتلي، قائد بعثة الأمم المتحدة في سيراليون، أن يُكمل المفاوضات للإفراج عن الوحدات الأخرى لدى بعثة الأمم المتحدة المحاصرة.
وبعد إخلاء آخر الحاميات المُحاصرة (بصرف النظر عن كايلاهون) في 30 مايو (أيار)، ازدادت الاستعدادات لإخلاء عسكري إذا ما فشلت مفاوضات جيتلي. وفي النهاية تم بدء العملية (تحت اسم خوكري) في 10 يوليو (تموز). قامت مروحيتين من طراز شينوك تابعتين لسلاح الجو الملكي بنقل القوات الخاصة الهندية إلى ضواحي كايلاهون. وعادت المروحيتين إلى فريتاون وعلى متنهما هاريسون وأعوانه من المراقبين العسكريين والعديد من أفراد جيش الجوركا الهندي الذين أصيبوا أثناء الحصار. وتم إخلاء هاريسون بسلام وتمكن 600 فردٍ من جيش الجوركا معه من الخروج من كايلاهون بعد قتال أسفر عن مقتل فردًا واحدًا أثناء العملية.

## تدريب جيش سيراليون
قررت الحكومة البريطانية أن الجبهة الثورية المتحدة لا يمكن الوثوق بها ويجب مجابهتها وإخضاعها بالقوة لعملية الأمم المتحدة لنزع السلاح والتسريح وإعادة الإدماج. ووضعت تقديرها لتحقيق ذلك في ثلاثة خيارات: أن تنشر قوات بريطانية لمواجهة الجبهة الثورية المتحدة، أو أن توسّع بعثة الأمم المتحدة في سيراليون نطاق عملياتها وتواجه الجبهة الثورية المتحدة، أو أن تستخدم حكومة سيراليون قوات موالية لها (جيش سيراليون، وأفراد جيش سيراليون السابقين، والقوات المسلحة للمجلس الثوري، والعديد من الميليشيات المسلحة) لمواجهة الجبهة الثورية المتحدة. وقد وضع ريتشاردز تقديرًا بأن نشر قوات بريطانية ضد الجبهة الثورية المتحدة سيتطلب على الأقل قوة بحجم وحدة لواء من الجنود (فيما يزيد عن 5000 فردٍ). ومع ذلك كان التدخل البريطاني في سيراليون غير مرحب به سياسيًا في وستمنستر كما أن وزارة الدفاع لن تستطيع حشد قوة بذلك الحجم في ظل التزاماتها في مناطق أخرى؛ لذلك تم استبعاد خيار المواجهة المباشرة بإرسال قوات بريطانية لمواجهة الجبهة الثورية المتحدة. كذلك تم استبعاد خيار أن تقود بعثة الأمم المتحدة في سيراليون عملية المواجهة. وعلى الرغم من أن بعثة الأمم المتحدة في سيراليون من سلطات تفويضها أن تدخل في صراع مباشر مع الجبهة الثورية المتحدة، لكن الوحدات العسكرية المحلية كانت مترددة في ترك قواعدها العسكرية التي كان تركيزها على حفظ السلام وليس فرض السلام الذي كان يراه البريطانيين وغيرهم ضروريًا.
الأمر الذي أدى في النهاية إلى بقاء جيش سيراليون في تحالف مع الميليشيات المسلحة، وهما القوتان الوحيدتان القادرتان على مواجهة الجبهة الثورية المتحدة، وعُرف هذا التحالف باسم «التحالف غير المقدس» وكان تحت قيادة «لجنة عسكرية مشتركة». تمت عملية نزع السلاح من جيش سيراليون أثناء عملية نزع السلاح والتسريح وإعادة الإدماج لإعادة بنائه وللسماح بإعادة تسليحه، فرفعت الامم المتحدة الحظر المفروض على الأسلحة على سيراليون، كما بدأت القوات البريطانية في توجيه وتدريب جيش سيراليون. هذا وقد تم التخطيط لإرسال فريق دولي إلى سيراليون لدعم الجيش بوسائل تنمية على المدى طويل المساءلة الديمقراطية. كما تم إرسال فريق تدريب بريطاني مؤقت في الوقت نفسه لتحسين مهارات المشاة بالجيش. وكانت عملية فريق تدريب البريطاني المؤقت تحت اسم عملية بازيليكا ومقرها مركز تدريب بنجويما، وهو ثكنة مهجورة بالقرب من واترلو والتي تم إعادة ترميمها لتلبية الغرض. وكانت أول وحدة تتولى تلك المسؤولية كانت قاعدتها بالقرب من الكتيبة الثانية، الفوج الملكي الإنجيلي، وكانت تضم حوالي 250 فردًا بما فيهم 45 مُعلمًا وفرقة لحماية القوات. ومع انسحاب مجموعة الاستعداد البرمائية وصلت كتيبة الفوج الملكي الإنجيلي في بنجويما في 15 يونيو (تموز) لتدريب 1000 مجندٍ من جيش سيراليون. وشمل التدريب في بنجويما على تعليمات عن اتفاقية جنيف، وتماسك الوحدات، وغيرها من المهارات والمعرفة لتجعل من جيش سيراليون جيش محترف.
وعلى الرغم من التدريب البريطاني، لم يكن جيش سيراليون بالكثرة العددية الكافية أو بالقوة الكافية للدخول في قتال مع الجبهة الثورية المتحدة أثناء سيطرته على الأرض التي استردها. فكان من بريطانيا أن تقنع بعثة الأمم المتحدة في سيراليون أن تتقدم خلف خطوط جيش سيراليون المتقدمة للدفاع عن الأراضي التي استردها الجيش. كما تم إلحاق المزيد من الضباط البريطانيين في بعثة الأمم المتحدة في سيراليون، كما نظم البريطانيون اجتماعات يومية للتنسيق بين جيش سيراليون وقادة بعثة الأمم المتحدة في سيراليون في الوقت نفسه الذي تعاون فيه قوات الأمم المتحدة في وضع خطط للحملات.

## عملية باراس
حل الفوج الملكي الأيرلندي من الكتيبة الأولى محل نظيره الإنجيلي وشكل الفرقة د. وفي 25 أغسطس (آب) اتجهت دورية من الفوج الأيرلندي لزيارة مجموعة من الميليشات المسلحة تعرف باسم فتيان الجانب الغربي. وفي قرية ماجبيني عقر دار فتيان الجانب الغربي، وقع بعض من أفراد الفوج الملكي الأيرلندي أسرى بعد أن تغلب فتيان الجانب الغربي عليهم. فأجرى الضباط البريطانيين المفاوضات معهم وانتهت بالإفراج عن خمسة جنود من أحد عشر جنديًا في 31 من أغسطس (آب).
وفي 9 سبتمبر (أيلول) صرح المتحدث باسم فتيان الجانب الغربي بأن جنود الدورية الستة الذين ما زالوا محتجزين لديهم لأسبوعين، سيتم الإفراج عنهم فقط إذا ما شُكّلت حكومة جديدة في سيراليون. الأمر الذي أدى بالمتفاوضين إلى أن يستنتجوا أن المطالب غير الواقعية المتزايدة ما هي إلا تكتيكات لعرقلة أي تقدم وليست محاولة جدية لإنهاء الأزمة. وفي نفس الوقت تقريبًا، أبلغت الفرق الموكلة بمراقبة معقل فتيان الجانب الغربي لمدة أربعة أيام أنه لا يوجد أي أثر لبقية الجنود المحتجزين. وكانت هناك أيضًا مخاوف من أن يكون قرار مهاجمة فتيان الجانب الغربي سيكون أكثر خطورة إذا قام فتيان الجانب الغربي بنقل الرهائن. أدت كل هذه العوامل إلى قرار لجنة الطوارئ في الحكومة البريطانية بعملية تحرير للرهائن.
قام بالمهمة، والمسماة باعملية باراس، السرب د من الفوج 22 بالقوة الجوية الخاصة الذين قاموا بمهاجمة قرية جبيري بانا لتحرير الجنود المحتجزين بينما تقوم في الوقت نفسه الفرقة أ من الكتيبة الأولى من فوج المظلات بمهاجمة قرية ماجبيني بالجهة المقابلة من نهر روكيل. تمت العملية بنجاح وتم الإفراج عن جميع الأسرى البريطانيين إلى جانب حلفائهم من جيش سيراليون و22 مدنيًا من سيراليون بعد أن هُزم فتيان الجانب الغربي كقوة عسكرية. لقي جندي بريطاني و25 من فتيان الجانب الغربي على الأقل مصرعهم أثناء العملية. بينما فرّ بقية فتيان الجانب الغربي واستسلموا فيما بعد لقوات حفظ السلام الأردنية. تسلمت القوات الأردنية 30 منهم قبل نهاية اليوم، إلى جانب 371 بما فيهم 57 طفلاً استسلموا خلال أسبوعين. وتطوع بعض ممن استسلموا في جيش سيراليون الجديد، ومن تم قبولهم نقلوا إلى تدريب بقيادة بريطانية في بنجويما. وبعد عملية باراس، تم تخريج كتيبتين من جيش سيراليون بعد برنامج تدريبي بريطاني قصير المدة وقاموا بتمشيط المنطقة المحيطة بمعسكرات فتيان الجانب الغربي من أي أفراد عصابات متبقية.
كانت وزارة الدفاع البريطانية والضباط المشاركين في تخطيط وتنفيذ عملية باراس يقرّون بمخاطرها. كما وصفها جندي من القوة الجوية الخاصة بأنها «ليست عملية طبية بالأقنعة السوداء، كعملية حصار السفارة الإيرانية. بل كانت عملية بلون أخضر قذر مع الكثير من احتماليات الفشل». وبالرغم من تلك المخاطر فقد أشار ريتشارد كونوتون في كتابه حروب صغيرة وعصيان أن العملية أظهرت أن حكومة بلير لم تكن معارضة لإحتمالية وقوع خسائر في الأرواح عندما يكون الدافع عادلاً. وفي خِضَم الأزمة وعواقبها المباشرة، وقعت الحكومة البريطانية تحت ضغط المعارضين السياسيين لإنهاء إرسال أي جنود إلى سيراليون، كما اقترح دورمان أن نجاح أو فشل عملية باراس يرتبط «ارتباطًا لا ينفصم» بمصير بالعمليات البريطانية الأكبر. كما رأى أنه إذا انهزمت القوات البريطانية، كانت المملكة المتحدة ستسحب جميع قواتها من سيراليون.

## مواجهة الجبهة الثورية المتحدة
كان لوقوع الدورية الأيرلندية الملكية أسرى أثره في ترسيخ فكرة لدى الحكومة البريطانية أن مجهوداتها حتى الآن، إلى جانب مجهودات المجتمع الدولي، لن تكون كافية لوضع حدًا للحرب الأهلية في سيراليون. وفي تلك الأثناء جددت المعارضة السياسية في وستمنستر احتجاجها على استمرار تواجد القوات البريطانية في سيراليون. كانت الحكومة تسعى لإيجاد إستراتيجية خروج آمن ينهي تدخلاً عسكريًا لم يكن يلقى الترحيب السياسي ولكن دون ترك سيراليون.
وفي أغسطس (آب)2000 أصدر مجلس الأمن بالأمم المتحدة قرار 1313 الذي ألقى باللوم على الجبهة الثورية المتحدة لاستمرار الصراع في سيراليون مستشهدة في ذلك بأكثر من خرق لإتفاقية لومي للسلام. أعطى هذا القرار تصريحًا لزيادة حجم تواجد بعثة الأمم المتحدة في سيراليون كما عزز من صلاحيات تفويضها، الأمر الذي دفع الأمم المتحدة مرة أخرى بأن تضغط على الحكومة البريطانية للإسهام في إرسال قواتها. ترددت العديد من الدول الغربية في إرسال قواتها إلى سيراليون قبل أن تسهم أي دولة غربية أخرى بذلك أولاً وشعرت أنه يجب أن تسهم المملكة المتحدة بالأخص في عملية الأمم المتحدة.
وبالرغم من الضغط السياسي، استمرت وزارة الدفاع في فقدان ثقتها بقيادة بعثة الأمم المتحدة في سيراليون. لذا رفصت الحكومة البريطانية أن تضع وحدات مقاتلة لها تحت قيادة الأمم المتحدة، ولكنها أرسلت طاقم ضباط ثاني لدى بعثة الأمم المتحدة في سيراليون بمقر قيادة الأمم المتحدة وإلى جيش سيراليون. تم تكليف الضباط المُلحقين ببعثة الأمم المتحدة في سيراليون بمساعدة قادتها في التخطيط والترتيب لعملياتها التي كان يقودها عميد الذي أصبح فيما بعد رئيس أركان بعثة الأمم المتحدة في سيراليون. وأثناء تواجده في نيويورك قدّم الضباط المُلحقين بمقر الأمم المتحدة خدمات التخطيط لدعم العمليات اللوجستية لرفع صلاحيات بعثة الأمم المتحدة في سيراليون إلى قوة تفويضها.

## وقف إطلاق النار

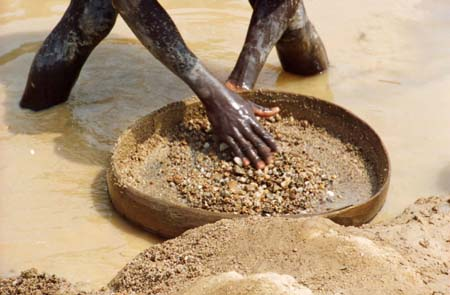
رجل ينقّب عن الألماس في سيراليون. ألهم استغلال الألماس في البلاد لاستخدام مصطلحي "ألماس الدماء" وألماس الحروب.

كانت الجبهة الثورية المتحدة تحت ضغطٍ متزايد من جميع الجهات السياسية بالإضافة إلى جيش سيراليون. فقد كانت معتمدة اعتمادًا كبيرًا على ليبيريا البلد المجاور، جنوب شرق سيراليون، تحت قيادة تشارلز تايلور. كما حصلت على معظم دخلها من بيع الألماس المُهرب من ليبيريا
الذي عُرف فيما بعد بألماس الدماء. وفي أواخر عام 2000 دخلت حكومة سيراليون بدعم من بريطانيا وبعثة الأمم المتحدة في سيراليون والمجموعة الاقتصادية لدول غرب إفريقيا في مفاوضات مع الجبهة الثورية المتحدة. ووقّع الطرفان على 30 يومًا من الهدنة لوقف إطلاق النار في 10 من نوفمبر (تشرين التاني) الأمر الذي مكّن بعثة الأمم المتحدة في سيراليون من نشر جنودها في كافة أنحاء البلاد (على عكس ما سبق حيث كانت ممنوعة من القيام بأي عمليات في المناطق التي تسيطر عليها الجبهة الثورية المتحدة) لكي تسلّم الجبهة الثورية المتحدة الأسلحة والمعدات التي بحوزتها لبعثة الأمم المتحدة في سيراليون وبالتالي تدخل الجبهة الثورية المتحدة في عملية نزع السلاح والتسريح وإعادة الإدماج. امتد وقف إطلاق النار فيما بعد إلى 90 يومًا. أصدر مجلس الأمن التابع للأمم المتحدة قرار 1343 في مارس 2001 بحظر الإتجار في ألماس ليبيريا. وبعد فترة وجيزة بدأت الجبهة الثورية المتحدة عملية نزع للسلاح على نطاق واسع كما وافقت على نزع للسلاح مماثل متزامن لقوات الدفاع المدني وهي جماعة ميليشيات مسلحة موالية للحكومة. بحلول سبتمبر (أيلول) دخل ما يزيد عن 16,000 عنصرٍ من الميليشيات (بما فيهم حوالي 6,500 من الجبهة الثورية المتحدة) عملية نزع السلاح والتسريح وإعادة الإدماج كما تم نزع السلاح من جميع المقاتلين في مناطق التنقيب عن الألماس.